# Nanos antsalovaensis
Nanos antsalovaensis là một loài bọ cánh cứng trong họ Bọ hung (Scarabaeidae).